# Gonethella nesiotes
Gonethella nesiotes är en mångfotingart som beskrevs av Chamberlin 1918. Gonethella nesiotes ingår i släktet Gonethella och familjen Pselliodidae. Inga underarter finns listade i Catalogue of Life.